# 19 avril 1996
Le vendredi 19 avril 1996 est le 110e jour de l'année 1996.

## Naissances
- Agnes Alexiusson, boxeuse suédoise
- Catherine Mosengo-Masa, joueuse française de basket-ball
- David Henen, joueur de football belge
- Erik Valnes, fondeur
- Idéo du Thot, cheval de saut d'obstacles
- Laksh Lalwani, mannequin et acteur de télévision indien
- Oriana Sabatini, actrice, chanteuse et mannequin argentine

## Décès
- John Kenneth Doherty (né le 16 mai 1905), athlète américain spécialiste du décathlon.
- John Martin (né le 9 décembre 1959), tueur en série britannique.
- Laurence Beaulieu-Beaudoin (née le 15 août 1919), écrivaine canadienne.

## Événements
- Découverte de (13642) Ricci.
- Sortie du film Hamsun.
- Départ des derniers Casques bleus du Rwanda.
- Attentat terroriste contre des touristes à l’hôtel Europe au Caire en Égypte, par la faction égyptienne de l'organisation, Gama’a al Islamiya,  tuant dix-sept personnes[1].